# منستروگل
منستروگل (به انگلیسی: Menstrogol)
رده درمانی: داروهای گیاهی.
اشکال دارویی: کپسول

## موارد مصرف
برطرف کننده درد و اسپاسم دوران قاعدگی، کاهش اختلالات یائسگی.

## مکانیسم اثر
هرکپسول محتوی حدود۵۰۰ میلیگرم عصاره خشک گیاهان انیسون، کرفس و زعفران می‌باشد. مواد موثره آنتول، استراگول، متیل کاو یکول، آپی ئین، آپی ژنین، میریستین، لیمونن، سینئول، سافرانال، کروسین و پیکروکروسین هستند.

## عوارض جانبی
آلرژی.